# Ishiura Taiga
Ishiura Taiga (sinh ngày 22 tháng 11 năm 2001) là một cầu thủ bóng đá người Nhật Bản.

## Sự nghiệp câu lạc bộ
Ishiura Taiga hiện đang chơi cho Tokyo Verdy.